# An Impression of John Steinbeck: Writer
An Impression of John Steinbeck: Writer ist ein Dokumentar-Kurzfilm von Donald Wrye aus dem Jahr 1969.

## Inhalt und Hintergrund

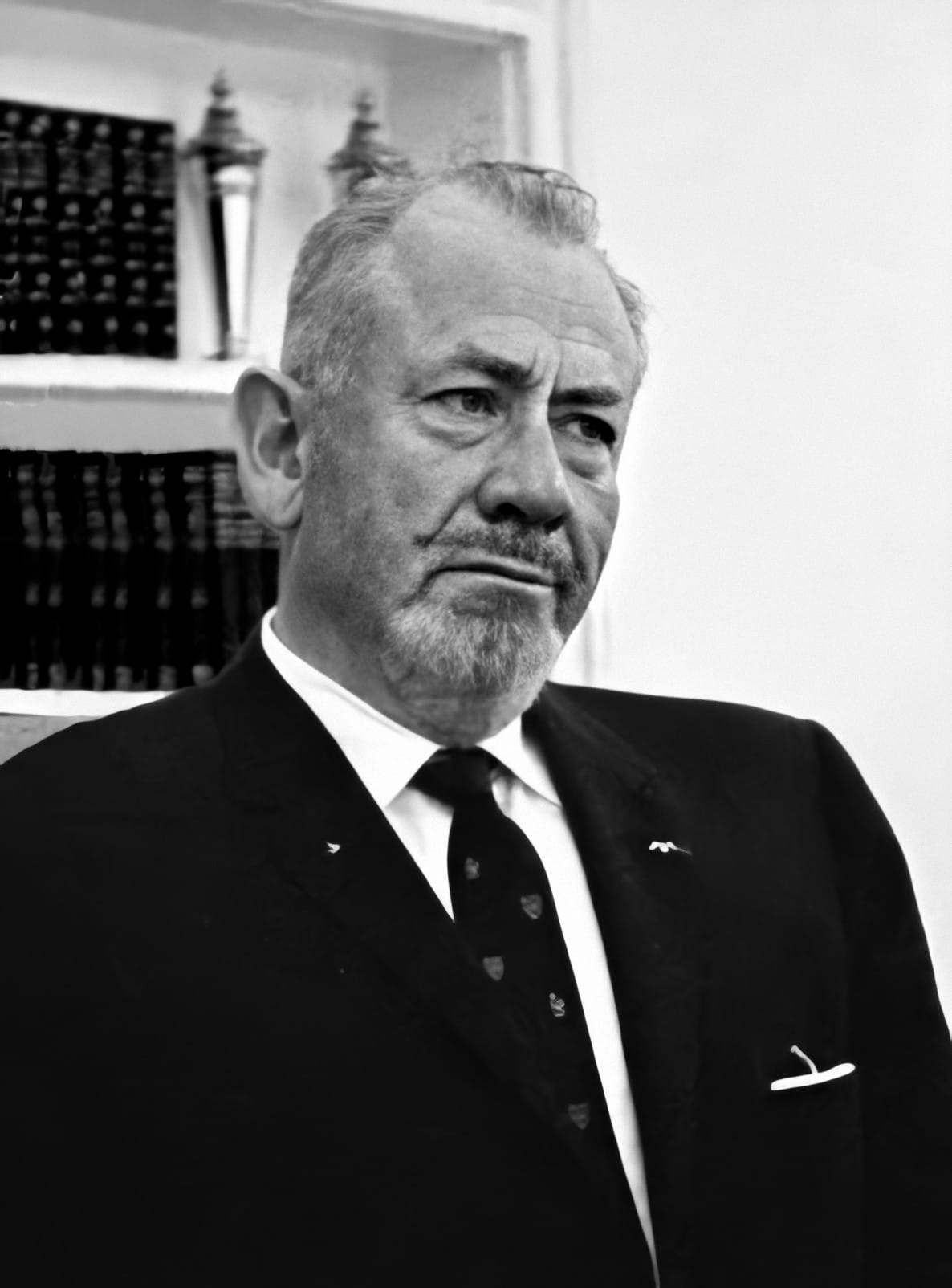
Der Film handelt von dem Schriftsteller John Steinbeck.

Der Dokumentar-Kurzfilm handelt vom US-amerikanischen Schriftsteller John Steinbeck, einer der meistgelesenen Autoren des 20. Jahrhunderts, der 1940 den Pulitzer-Preis für seinen Roman Früchte des Zorns und 1962 den Nobelpreis für Literatur erhielt. Steinbeck war am 20. Dezember 1968 verstorben. 
Der weltbekannte Schauspieler  Henry Fonda lieh dem Autor die Stimme, während Peter Haskell als Erzähler mitwirkte. Fonda spielte die Hauptrolle des „Tom Joad“ in der von John Ford inszenierten Verfilmung von Früchte des Zorns. Weitere bekannte Verfilmungen von Steinbeck bis zu dieser Zeit waren Von Mäusen und Menschen (1939) von Lewis Milestone, Jenseits von Eden (1955) von Elia Kazan und Wo alle Straßen enden (1957) von Victor Vicas. 
Die Verfilmungen von Steinbecks Werken waren Oscar-Gewinner beziehungsweise für den Oscar in verschiedenen Kategorien nominiert. So gewann Früchte des Zorns bei der Oscarverleihung 1941 den Oscar für John Ford in der Kategorie Beste Regie sowie Jane Darwell den Oscar in der Kategorie Beste Nebendarstellerin, während bei der Oscarverleihung 1956 Jo Van Fleet den Oscar in der Kategorie Beste Nebendarstellerin in Jenseits von Eden erhielt.
Donald Wrye produzierte den Film für seine eigene Filmproduktionsgesellschaft Donald Wrye Productions mit Unterstützung der US-Informationsagentur.

## Auszeichnungen
Donald Wrye wurde für An Impression of John Steinbeck: Writer bei der Oscarverleihung 1970 für den Oscar für den besten Dokumentar-Kurzfilm nominiert.